# Miljutinskij rajon
Il Miljutinskij rajon, in russo Милютинский район?, è un rajon dell'Oblast' di Rostov, nella Russia europea. Istituito nel 1935, il capoluogo è Miljutinskaja.